# 송선미
송선미(1974년 9월 13일~)는 대한민국의 배우다.

## 학력
- 성동초등학교(졸업)
- 문현여자중학교(졸업)
- 덕문여자고등학교(졸업)
- 동주여자전문대학(유아교육과/전문학사)

## 출연작

### 드라마
- 1997년 SBS 드라마스페셜 《모델》 ... 김이주 역
- 1997년 SBS 주말극장 《이웃집 여자》 ... 이혜인 역
- 1998년 SBS 일일시트콤 《순풍산부인과》 ... 송 간호사 역
- 1999년 MBC 일일연속극 《하나뿐인 당신》 ... 미연 역
- 1999년 KBS2 미니시리즈 《마법의 성》 ... 애자 역
- 1999년 KBS2 주말연속극 《사랑하세요?》 ... 수미 역
- 2000년 SBS 드라마스페셜 《TV 러브 스토리》〈ep. 기억의 주인〉 ... 희수 역
- 2000년 SBS 일일연속극 《자꾸만 보고싶네》 ... 장혜원 역
- 2000년 MBC 아침드라마 《사랑할수록》 ... 송다영 역
- 2000년 SBS 미니시리즈 《불꽃》 ... 허민지 역
- 2002년 KBS2 미니시리즈 《거침없는 사랑》 ... 유원희 역
- 2004년 MBC 주말연속극 《장미의 전쟁》 ... 오미란 역
- 2004년 KBS2 주말연속극 《부모님전상서》 ... 송아리 역
- 2005년 MBC 미니시리즈 《비밀남녀》 ... 정아미 역
- 2006년 SBS 금요드라마 《어느 날 갑자기》 ... 고은혜 역
- 2007년 MBC 미니시리즈 《하얀거탑》 ... 이윤진 역
- 2007년 KBS2 주말연속극 《며느리 전성시대》 ... 차수현 역
- 2009년 SBS 아침드라마 《녹색마차》 ... 한지원 역
- 2009년 tvN 미니시리즈 《미세스 타운 - 남편이 죽었다》 ... 오다정 역
- 2010년 MBC 미니시리즈 《개인의 취향》 ... 신부 역(특별출연)
- 2010년 SBS 주말특별기획 《인생은 아름다워》 ... 송나연 역
- 2010년 MBC 주말연속극 《민들레 가족》 ... 지원 역
- 2011년~2012년 KBS2 주말연속극 《오작교 형제들》 ... 남여울 역
- 2012년 MBC 미니시리즈 《골든타임》 ... 신은아 역
- 2012년 SBS 주말특별기획 《청담동 앨리스》 ... 아르테미스 클레임 고객 역 (특별출연)
- 2013년 KBS2 4부작드라마 《KBS 드라마 스페셜 연작 시리즈 - 그녀들의 완벽한 하루》 ... 정수아 역
- 2013년 JTBC 대하드라마 《궁중잔혹사 - 꽃들의 전쟁》 ... 민회빈 강씨 역
- 2013년 MBC 미니시리즈 《미스코리아》 ... 고화정 역
- 2016년 tvN 금토드라마 《기억》 ... 한정원 역
- 2017년 MBC 일일연속극 《돌아온 복단지》 ... 박서진 / 선서진 역 (인간말종 1. 본작의 서브 여주인공이자 최종 보스)
- 2017년 MBC 월화드라마 《파수꾼》 ... 채혜선 역(특별출연)
- 2019년 넷플릭스 드라마 《좋아하면 울리는》 .. 정미미 역
- 2020년 JTBC 수목드라마 《사생활》 ... 김미숙 역
- 2020년 tvN 토일드라마 《스타트업》 ... 차아현 역
- 2020년 JTBC 화요드라마 《라이브온》 ... 은택의 어머니 역(특별출연)
- 2021년 MBN 금토드라마 《보쌈 - 운명을 훔치다》 ... 김개시 역
- 2021년 tvN 토일드라마 《마인:MINE》 ... 서진경 역(특별출연)
- 2021년 웹드라마 《크라임 퍼즐》 ... 박정하 역

### 영화
- 1998년 《미술관 옆 동물원》 ... 다혜 역
- 2001년 《두사부일체》 ... 이지선 역
- 2002년 《도둑맞곤 못살아》 ... 황마리 역
- 2002년 《ROUND1》 ... 네네 역
- 2003년 《국화꽃 향기》 ... 최정란 역
- 2003년 《은장도》 ... 가련 역
- 2004년 《목포는 항구다》 ... 임자경 역
- 2004년 《라이어》 ... 오정애 역
- 2006년 《해변의 여인》 ... 최선희 역
- 2011년 《북촌방향》 ... 보람 역
- 2017년 《밤의 해변에서 혼자》 ... 준희 역
- 2019년 《강변호텔》 ... 연주 역
- 2020년 《도망친 여자》 ... 수영 역
- 2022년 《탑》
- 2023년 《우리의 하루》 ... 정수 역 (제76회 칸 영화제)

### 연극
- 2009년 《돌아서서 떠나라》
- 2011년 《블루룸》
- 2012년 《거기》...김정 역

### 광고
- 1997년 나드리화장품 U&C (최정윤과 함께 출연)
- 1997년 나산 꼼빠니아
- 1999년 피자헛 (이선진과 함께 출연)
- 2000년 외환카드 예스 사이버카드 (윤다훈과 함께 출연)
- 2003년 신영와코루 비너스 누디브라 (변정민, 이영진, 오승현, 이선진과 함께 출연)
- 2004년 LG유플러스 (차승원과 함께 출연)
- 2004년 부광약품 아락실
- 2005년 CJ제일제당 햇반
- 2005년 에리트베이직 리클라이브(Likliv)
- 2006년 LG전자 디오스
- 2006년 남광토건 하우스토리
- 2007년 남광토건 하우스토리
- 2007년 매일유업 앱솔루트 궁(宮)
- 2012년 세이브 더 칠드런 지구촌 아동돕기 캠페인

## 방송

### TV
- KBS2 《가족오락관》 ... 게스트
- KBS1 《아침마당》 ... 게스트
- SBS 《야생의 나라》 ... MC
- KBS2 《슈퍼선데이》 ... MC
- SBS 《기쁜 우리 토요일》 ... MC
- SBS 《머리가 좋아지는 TV》 ... MC
- KBS2 《생방송 좋은 아침입니다》 ... 게스트
- KBS2 《낭독의 발견》 ... MC
- 스토리온 《세기의 커플》 ... MC
- MBC 《토크클럽 배우들》 ... MC
- CHANNEL A 《오은영의 금쪽 상담소》 ... 게스트
- CHANNEL A 《절친 토큐멘터리 4인용식탁》 ... 게스트
- TV CHOSUN 《식객 허영만의 백반기행》 ... 게스트

## 저서
- 2009년 《송선미의 러블리 스킨》(살림출판사)

## 수상 및 후보
| 연도 | 시상식                     | 부문                       | 작품                 | 결과 |
| ---- | -------------------------- | -------------------------- | -------------------- | ---- |
| 2012 | 제6회 코리아드라마페스티벌 | 여자 우수연기상            | 골든타임             | 수상 |
| 2013 | KBS 연기대상               | 여자 연작 단막극상         | 그녀들의 완벽한 하루 | 후보 |
| 2017 | MBC 연기대상               | 연속극부문 여자 우수연기상 | 돌아온 복단지        | 수상 |